# Pavel Londak
Pavel Londak , estonski nogometaš, * 14. maj 1980, Talin. Pavel je začel trenirati nogomet že pri dobrih 5 letih in bil sprva branilec nato pa so ga postavili v vrata,ko je na eni tekmi cicbanov branil enajstmetrovke namesto izključenega vratarja....Trenutno je prvi vratar norveškega prvoligaša Bodø/Glimta,ki je njegov šesti klub in drugi v tujini. Leta 2011 je bil prav iz Bodø/Glimta posojen k turškemu Bucasporju.